# Frontière entre l'Érythrée et le Yémen
La frontière entre l'Érythrée et le Yémen s'étire sur environ 379 kilomètres au milieu de la mer, séparant l'Afrique du Moyen-Orient. Elle est régie par un traité bilatéral signé le 16 octobre 1998.
Totalement maritime, elle démarre au Sud au niveau du détroit de Bab-el-Mandeb, cette zone faisant l'objet d'un différend avec Djibouti ; au nord, elle se termine par un tripoint maritime Érythrée — Arabie Saoudite — Yémen.

## Conflit sur les Îles Hanish
Les îles Hanish étaient réclamées par le Yémen jusqu'en 1923, date à laquelle elles furent administrées par la colonie italienne d'Érythrée. En 1941, face à la défaite des forces armées coloniales italiennes, les îles passent sous contrôle britannique qui les érigent en protectorat. À partir des années 1970, l'Éthiopie (qui a annexé l'Érythrée) et le Yémen réclament chacun la souveraineté de la totalité de l'archipel. L'Éthiopie justifie le contrôle de ces îles par le fait que l'archipel, en particulier l'île Zuqar, est utilisé comme base arrière par les rebelles érythréens qui organisent des attaques contre l'armée éthiopienne.
Au moment de l'indépendance de l'Érythrée en 1991, cette dernière reprend le relais de l'Éthiopie et tente de conquérir par la force les îles en 1995, entraînant une crise militaire du 15 au 17 décembre 1995. Les hostilités ont pris fin avec l'occupation de l'Île Grande Hanish par les forces érythréennes et l'occupation de Zuqar par les forces yéménites. Une convention d'arbitrage conclue entre les parties le 3 octobre 1996 exigeait que Cour permanente d'arbitrage statue sur ces deux questions en étapes distinctes.
Après examen de toutes les considérations historiques, factuelles et juridiques pertinentes, le tribunal arbitral a estimé que, tout bien considéré, et dans le plus grand respect des affirmations des deux parties, le poids des preuves étayait les affirmations du Yémen concernant la souveraineté sur le groupe Zuqar-Hanish et l'île de Jabal al-Tayr et le groupe Zubayr

## Délimitation
La frontière est constituée de 29 points
- Point 1 : 15° 43′ 10,167″ N, 41° 34′ 06,1″ E
- Point 2 : 15° 38′ 58,967″ N, 41° 34′ 05,083″ E
- Point 3 : 15° 15′ 10,167″ N, 41° 37′ 31,517″ E
- Point 4 : 15° 04′ 00″ N, 41° 46′ 43,717″ E
- Point 5 : 15° 00′ 12,2″ N, 41° 50′ 42,7″ E
- Point 6 : 14° 46′ 06,1″ N, 41° 58′ 47,783″ E
- Point 7 : 14° 43′ 30,5″ N, 42° 00′ 42,7″ E
- Point 8 : 14° 36′ 05,083″ N, 42° 10′ 02,033″ E
- Point 9 : 14° 35′ 14,233″ N, 42° 11′ 35,583″ E
- Point 10 : 14° 27′ 16,267″ N, 42° 16′ 54,9″ E
- Point 12 : 14° 21′ 11,183″ N, 42° 22′ 04,067″ E
- Point 12 : 14° 15′ 23,383″ N, 42° 26′ 09,15″ E
- Point 13 : 14° 08′ 39,65″ N, 42° 31′ 33,55″ E
- Point 14 : 14° 03′ 39,65″ N, 42° 28′ 39,65″ E
- Point 15 : 13° 39′ 30,5″ N, 42° 37′ 39,65″ E
- Point 16 : 13° 36′ 13,217″ N, 42° 38′ 30,5″ E
- Point 17 : 13° 35′ 51,85″ N, 42° 38′ 14,233″ E
- Point 18 : 13° 33′ 38,633″ N, 42° 39′ 37,617″ E
- Point 19 : 13° 27′ 28,467″ N, 42° 43′ 25,417″ E
- Point 20 : 13° 26′ 39,65″ N, 42° 48′ 21,35″ E
- Point 21 : 13° 24′ 01,017″ N, 42° 52′ 47,783″ E
- Point 22 : 13° 14′ 23,383″ N, 42° 59′ 47,783″ E
- Point 23 : 13° 10′ 54,9″ N, 43° 03′ 03,05″ E
- Point 24 : 13° 06′ 57,95″ N, 43° 05′ 21,35″ E
- Point 25 : 13° 06′ 08,133″ N, 43° 06′ 06,1″ E
- Point 26 : 13° 04′ 05,083″ N, 43° 08′ 42,7″ E
- Point 27 : 13° 00′ 27,45″ N, 43° 10′ 54,9″ E
- Point 28 : 12° 58′ 10,167″ N, 43° 12′ 45,75″ E
- Point 29 : 12° 54′ 23,383″ N, 43° 13′ 58,967″ E